# ثنائي الليثيوم
ثنائي الليثيوم Li2 عبارة عن جزيء ثنائي الذرة مؤلف من ذرتي ليثيوم مرتبطتين ببعضهما برابطة مشتركة. ثنائي الليثيوم عبارة عن غاز له صفة إلكتروفيلية.

## الخصائص
إن الرابطة في جزيء ثنائي الليثيوم لها رتبة من الدرجة الأولى، ويبلغ طولها 267.3 بيكومتر، ولها طاقة قدرها 101 كيلوجول/مول.

## الكيمياء النظرية
إن جزيء ثنائي الليثيوم هو أخف جزيء مستقر ومعتدل وثنائي الذرة بعد جزيء الهيدروجين H2، لذلك فغت له أهمية كبيرة في الكيمياء والفيزياء النظرية.
إن منحنيات الطاقة الكامنة التجريبية والتحليلية لجزيء ثنائي الليثيوم جرى حسابها وإنشاؤها وذلك بالنسبة للحالة X،
وللحالة A، وللحالة B، وللحالة c،  وللحالة 2d، وللحالة E، وللحالة F، وكذلك للحالة l.